# Kriva Reka
Kriva Reka je jednou z pěti řek, které odvodňují severovýchodní oblast Severní Makedonie. Řeka je dlouhá přibližně 75 km a její povodí je 1002 km². Je to největší přítok řeky Pčinja.

## Průběh toku
Řeka pramení přibližně 2 km severo-severně[ujasnit] od vrcholu hory Tsarev vrv (2085 m n. m.) v pohoří Osogovo ve východní části Severní Makedonie. Pramen se nachází v nadmořské výšce asi 1930 m. Nedaleko obce Klečevce se Kriva Reka ve výšce 294 m n. m. vlévá do řeky Pčinja.

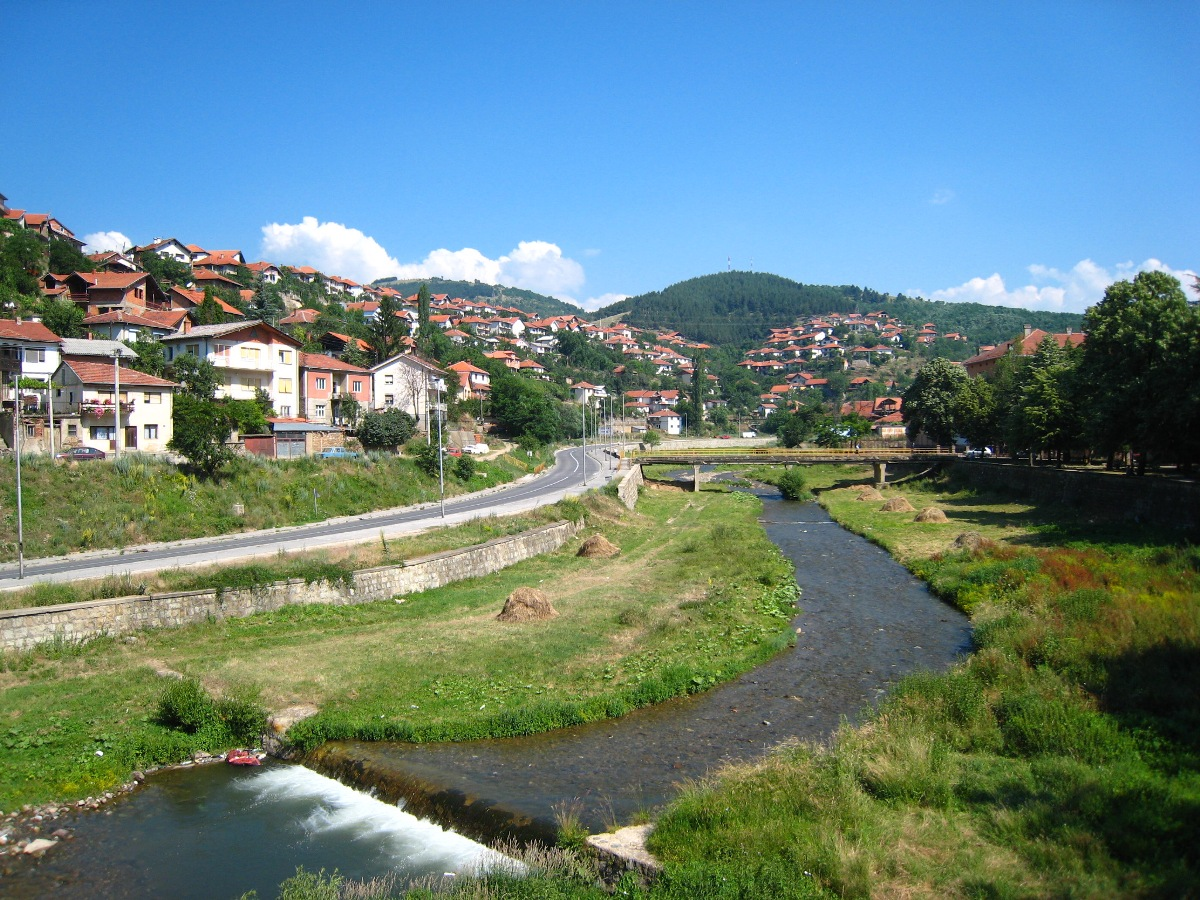
Kriva Reka protékající městem Kriva Palanka

Kriva Reka protéká několika soutěskami (Židilovsko-Palanečka, Psachka, Markova, Vakufska Klisura), které se střídají s erozními expanzemi (Uzemsko, Trnovechko, Sredorečko) a údolími (Slaviška, Kumanovska). Až k obci Opila tvoří údolí řeky převážně krystalické horniny (rula, slída, chlorit, muskovitová břidlice). Dále po proudu k obci Beljakovce se skládá z třetihorních vulkanitů: andezity, ignimbrity, tufy, brekcie atd. Od obce Beljakovce až po ústí do řeky Pčinja tvoří údolí řeky eocenní (mořské) sedimenty: pískovce a vápence.

## Sídla podél řeky
Na svém toku řeka postupně protéká těmito obcemi: Kostur, Uzem, Židilovo, Trnovo[nepřesný odkaz], Kriva Palanka, Konopica, Psača, Odren, Krilatica, Ketenovo, Kuklica, Beljakovce, Dovezence a Klečevce.